# ناغاساكي (مدينة)

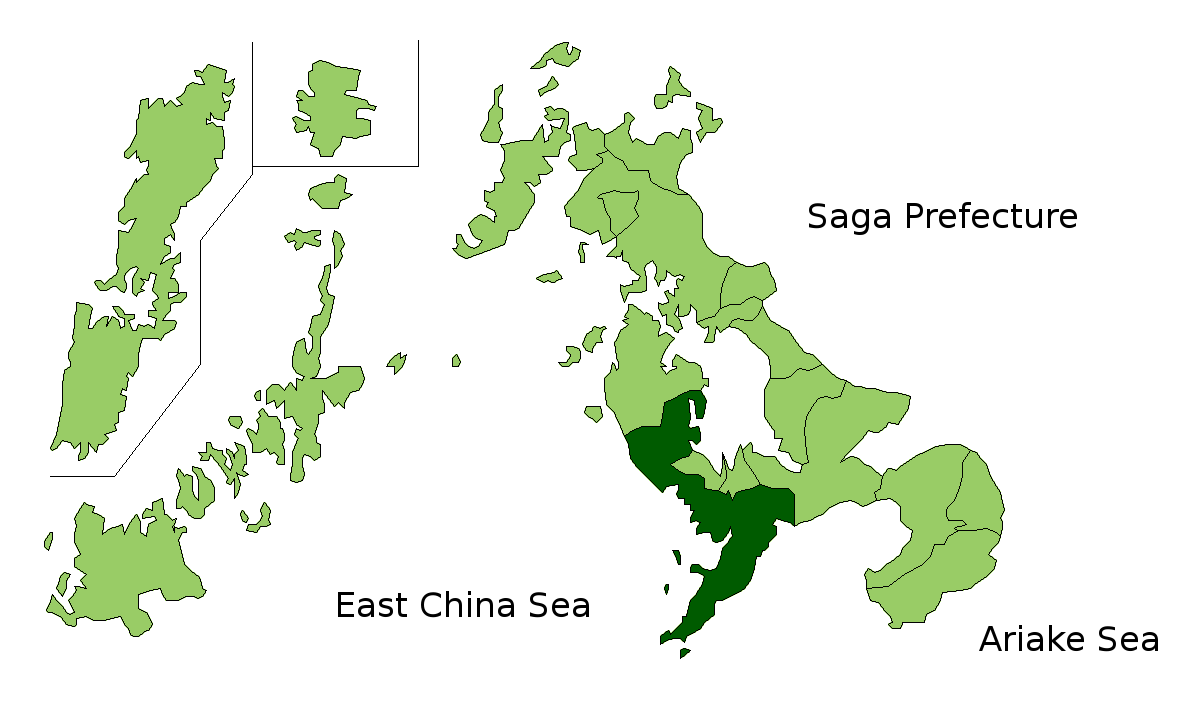

ناغاساكي (باليابانية: 長崎市) هي مدينة تقع على الساحل الجنوبي الغربي لجزيرة كيوشو اليابانية، وهي عاصمة محافظة ناغاساكي وأكبر مدنها ومساحتها 241.20 كم². في تقديرات عام 2003 كان عدد سكان المدينة 418,901 بكثافة قدرها 1,736.74 شخص/ كم².
في 9 أغسطس من عام 1945م ألقت الولايات المتحدة الأمريكية على المدينة القنبلة الذرية، كان ذلك أهم حدث تشهده الحرب العالمية الثانية، قبلها بأيام كانت الولايات المتحدة الأمريكية قد ألقت القنبلة الأولى على مدينة هيروشيما. تسببت حالة الدمار الشامل التي أصابت المدينتين والخسائر المادية والبشرية الفادحة في إجبار اليابان على قبول شروط الحلفاء وإعلان الاستسلام.

## القنبلة الذرية
كانت القنبلة الذرية التي ألقتها الولايات المتحدة الأمريكية على هيروشيما من اليورانيوم-235، أما القنبلة الذرية التي ألقتها على ناغازاكي فكانت من البلوتونيوم-239.

## توأمة
لناغاساكي (مدينة) اتفاقيات توأمة مع كل من:
- هيروشيما
- سانت بول
- سانتوس، ساو باولو
- بورتو
- ميديلبورخ
- فوزهو
- Vaux-sur-Aure [الإنجليزية]‏
- سان إيسيدرو

## أعلام
- لورينزو رويز
- كازوو إيشيغورو
- توشينوبو كاتسويا
- كيوكو هاياشي
- كازويا يامامرا
- مايا يوشيدا
- هاجيمي موريياسو
- تاكاشي ناغاي
- تسوتومو ياماجوتشي
- أوسامو شيمومورا